# Ficus torrentium
Ficus torrentium là một loài thực vật có hoa trong họ Moraceae. Loài này được H.Perrier mô tả khoa học đầu tiên năm 1928.